# Tomsk Avia
Tomsk Avia (russisch Томск Авиа) war eine russische Regionalfluggesellschaft mit Sitz in Tomsk und Basis auf dem Flughafen Tomsk.

## Geschichte
Die Fluggesellschaft wurde im Jahr 1992 gegründet und bediente mit ihrer Flotte vor allem regionale Flugziele. Im Umfeld eines schwierigen Marktes, geriet die Gesellschaft zunehmend in finanzielle Schwierigkeiten, woraufhin der Betrieb im April 2015 eingestellt werden musste, nachdem ihr zudem die Betriebserlaubnis entzogen wurde.

## Flugziele
Tomsk Avia führte ausschließlich Flüge innerhalb Russlands durch und verband dabei die Städte Tomsk, Nowosibirsk, Nischnewartowsk, Surgut und Streschewoi.

## Flotte
Mit Stand August 2013 bestand die Flotte der Tomsk Avia aus acht Flugzeugen und zwölf Hubschraubern:
- 04 Antonow An-24RW
- 01 Antonow An-26
- 03 Cessna 208 Grand Caravan
- 12 Mil Mi-8 (Hubschrauber)